# Robert Winston (baron Winston)
Robert Maurice Lipson Winston, né le 15 juillet 1940) à Londres, baron Winston, est un professeur, médecin, scientifique, présentateur de télévision et  homme politique britannique appartenant au parti travailliste. Il siège à la Chambre des lords, dont il est le « whip » travailliste.

## Vie et carrière
Fils de Laurence Winston et de Ruth Winston-Fox, celle-ci étant maire de l'ancien quartier de Southgate à Londres (devenu une partie de Enfield en 1961).

### Carrière médicale
Il fait ses études à la St Paul's School de Londres, puis au London Hospital Medical College (Université de Londres) et obtient son diplôme de médecin et de chirurgien en 1964. Il se spécialise dans les questions liées à la fertilité humaine. Il travaille d'abord comme metteur en scène de théâtre, remportant le National Directors' Award du Festival d'Édimbourg en 1969. 
Il travaille ensuite à l'hôpital d'Hammersmith, en 1970, comme médecin associé (Wellcome Research Fellowship) puis il est professeur associé à l'université catholique de Louvain (1975).  Il est conseiller scientifique (1975-1977) pour le programme sur la reproduction humaine de l'Organisation mondiale de la santé. Il est conseiller et chargé d'enseignement à la Royal Postgraduate Medical School de Londres (1977).
Il enseigne la gynécologie à l'université du Texas à San Antonio (1980), puis rejoint le service de [FIV] de l'hôpital d'Hammersmith. Il devient le responsable de l'Institute of Obstetrics and Gynaecology de Londres, puis de l'Imperial College (1997). 
Président de la British Association for the Advancement of Science (2004-2005). Avec Carol Readhead, il recherche les cellules souches masculines et leur modification génétique, à l'Institute of Reproductive and Developmental Biology, California Institute of Technology. Il a publié de nombreuses contributions scientifiques. Il a récemment été nommé chair pour Imperial College, Professor of Science and Society. Il est le chef de l'Institute of Obstetrics and Gynaecology Trust et de Women-for-Women Appeal.
Il est membre de l'Academy of Medical Sciences, de la Royal Academy of Engineering, de la Royal College of Obstetricians and Gynaecologists et de la Royal College of Physicians of London. Il est membre honorifique du Royal College of Surgeons, du Royal College of Physicians and Surgeons et de l'Institute of Biology. Il a des doctorats honoris causa de 16 universités. Il est membre du Engineering and Physical Sciences Research Council et est le responsable du Societal Issues Panel et patron du Liggins Institute, de l'université d'Auckland.

### Rôle dans les médias
Il est connu pour sa présentation de séries télévisées sur la BBC, comme Superhuman, The Secret Life of Twins, Child of Our Time, Human Instinct, et de The Human Body, celle-ci ayant remporté un prix BAFTA. 

### Rôle politique
Il est créé pair à vie, en 1995, en tant que baron Winston d'Hammersmith dans le London Borough of Hammersmith and Fulham,. 

## Fonctions
- Professeur de Science et Société au Imperial College London
- Chancellor, Université de Sheffield Hallam (depuis 2001)
- Emeritus Professor of Fertility Studies, Imperial College London
- Past Director of NHS Research and Development, Hammersmith Hospitals Trust
- Chairman of the Council, Royal College of Music
- Council Member Université de Surrey[7]
- Chancellor, Sheffield Hallam University (since 2001)

- Cedric Carter Medal, Clinical Genetics Society, 1993
- Victor Bonney Medal pour ses contributions en chirurgie, Royal College of Surgeons, 1993
- Gold Medallist, Royal Society of Health, 1998
- Fellow of the Academy of Medical Sciences (FMedSci), 1998
- British Medical Association Gold Award for Medicine in the Media, 1999
- Michael Faraday Prize, Royal Society, 1999
- Edwin Stevens Medal (the Royal Society of Medicine) 2003
- Aventis Prize, Royal Society 2004
- Al-Hammadi Medal, Royal College of Surgeons of Edinburgh 2005
- Quatorze doctorats honorifiques
- Robert Winston a remporté le VLV Award pour la meilleure contribution personnelle à la télévision britannique en 2004 [réf. nécessaire]
- Robert Winston a obtenu un Honorary Doctorate of Science de l'Université de Lincoln le 9 septembre 2009.